# Philipp Höhne
Philipp Höhne (* 23. November 1986 in Ansbach als Philipp Galewski) ist ein deutscher Sportökonom. Er ist seit Juli 2020 Geschäftsführer der Bamberger Basketball GmbH.

## Laufbahn
Höhne betrieb Leichtathletik beim TV 1909 Dietenhofen und nahm als Zehnkämpfer unter anderem an Deutsche Mehrkampfmeisterschaften sowie in weiteren Disziplinen an Deutschen Mannschaftsmeisterschaften teil. Im Zehnkampf war er mehrmals Mittelfränkischer Meister. Er erlangte einen Hochschulabschluss im Fach Sportökonomie an der Universität Bayreuth und arbeitete beim Bayreuther Unternehmen Medi in den Bereichen Vermarktung, Werbung und Öffentlichkeitsarbeit.
Am 1. Juli 2014 trat er beim Basketball-Bundesligisten Medi Bayreuth das Amt des Geschäftsführers an. Hier entwickelte er den Klub von einem Abstiegskandidaten zu einem Playoff-Anwärter, der auch an der Basketball-Championsleague teilnahm. Anfang 2018 wechselte er in die Vermarktung eines Bayreuther Herstellers für Kinderbedarf. Anschließend arbeitete er beim Automobilzulieferunternehmen Brose als Referent von Michael Stoschek, dem Vorsitzenden der Gesellschafterversammlung der Unternehmensgruppe Brose, sowie hernach im selben Konzern als Leiter des Bereiches Unternehmenskommunikation. Anfang Juli 2020 wurde Höhne Geschäftsführer der Bamberger Basketball GmbH, dem Betreiber des Basketball-Bundesligisten Brose Bamberg.